# Джурджу (жудец)
Уезд Джу́рджу (рум. Judeţul Giurgiu «Жудэ́цуль Джу́рджу») — румынский жудец в регионе Валахия.

## География
Уезд занимает территорию в 3526 км.
Граничит с уездами Кэлэраш — на востоке, Телеорман — на западе, Илфов и Дымбовица — на севере, с Русенской и Силистренской областями Болгарии — на юге.

## Население
В 2007 году население уезда составляло 283 408 человек (в том числе мужское население — 138 320 и женское — 145 088 человек), плотность населения — 80,37 чел./км².
| Год  | Население |
| ---- | --------- |
| 1930 | 269 577   |
| 1948 | 313 793   |
| 1956 | 325 045   |
| 1966 | 320 120   |
| 1977 | 327 494   |
| 1992 | 313 352   |
| 2002 | 297 859   |
| 2011 | 265 494   |

## Административное деление
В уезде находятся 2 муниципия, 2 города и 51 коммуна.

### Муниципии
- Джурджу (Giurgiu)

### Города
- Болинтин-Вале (Bolintin-Vale)
- Михэйлешть (Mihăileşti)

### Коммуны
- Клежань